# 圣伯多禄广场 (图卢兹)

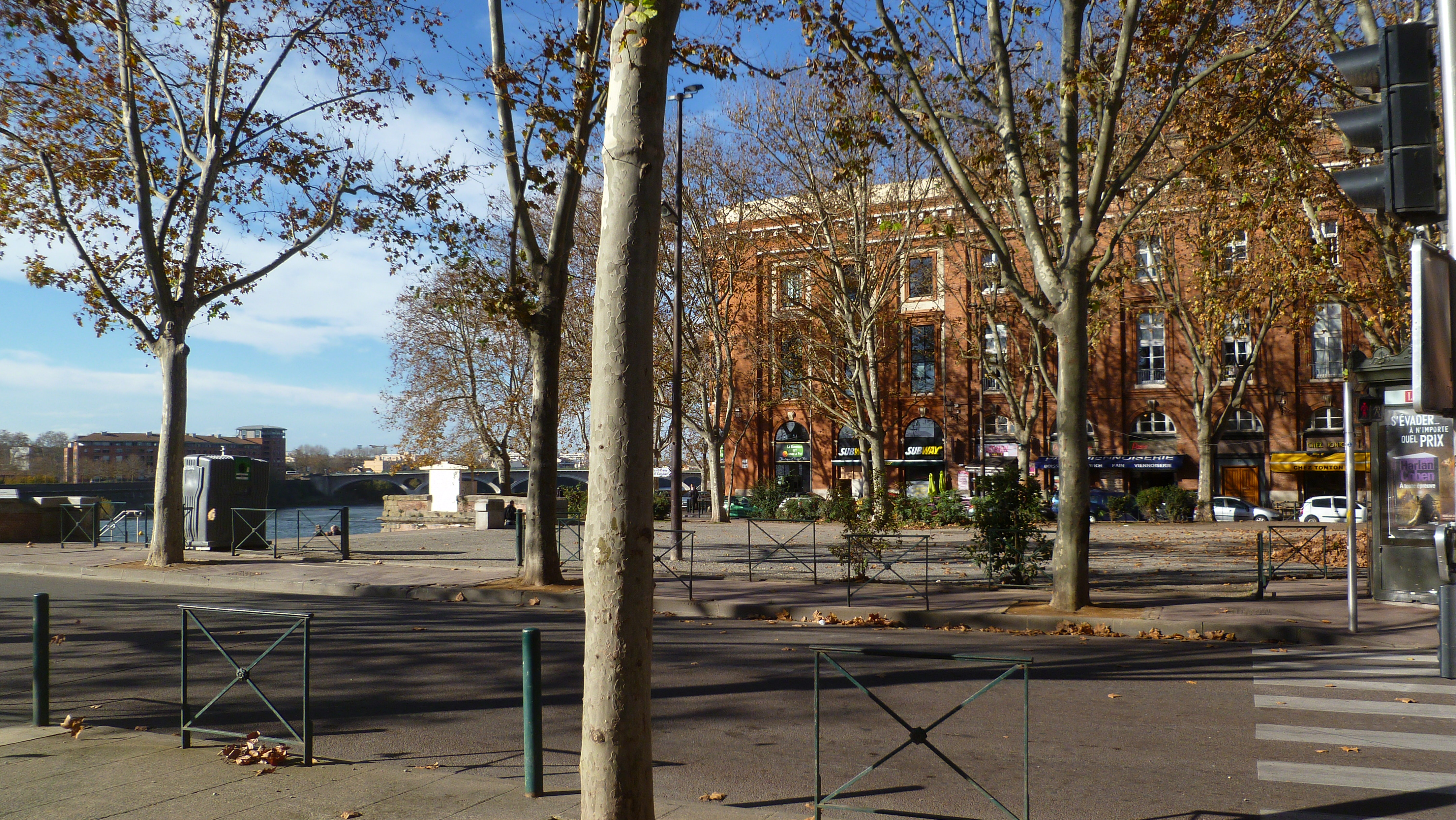

圣伯多禄广场（法語：Place Saint-Pierre）是法国图卢兹市中心的一个广场，位于第一区加龙河畔，南侧的市政厅社区（Quartier Capitole）与北侧的阿诺伯纳德社区（Quartier Arnaud-Bernard）的边界。广场开辟于1780年，得名于此处古老的屈西纳圣伯多禄堂（Église Saint-Pierre des Cuisines），还有若干酒吧。进入广场可经由圣伯多禄桥（pont Saint-Pierre）、圣伯多禄滨河路（Quai Saint-Pierre）、卢西恩伦巴德滨河路（quai Lucien-Lombard）、瓦拉德街（rue Valade）、帕加尼埃街（rue Pargaminières）等。
1794年，在法国大革命期间，广场一度曾改名为伏尔泰广场。

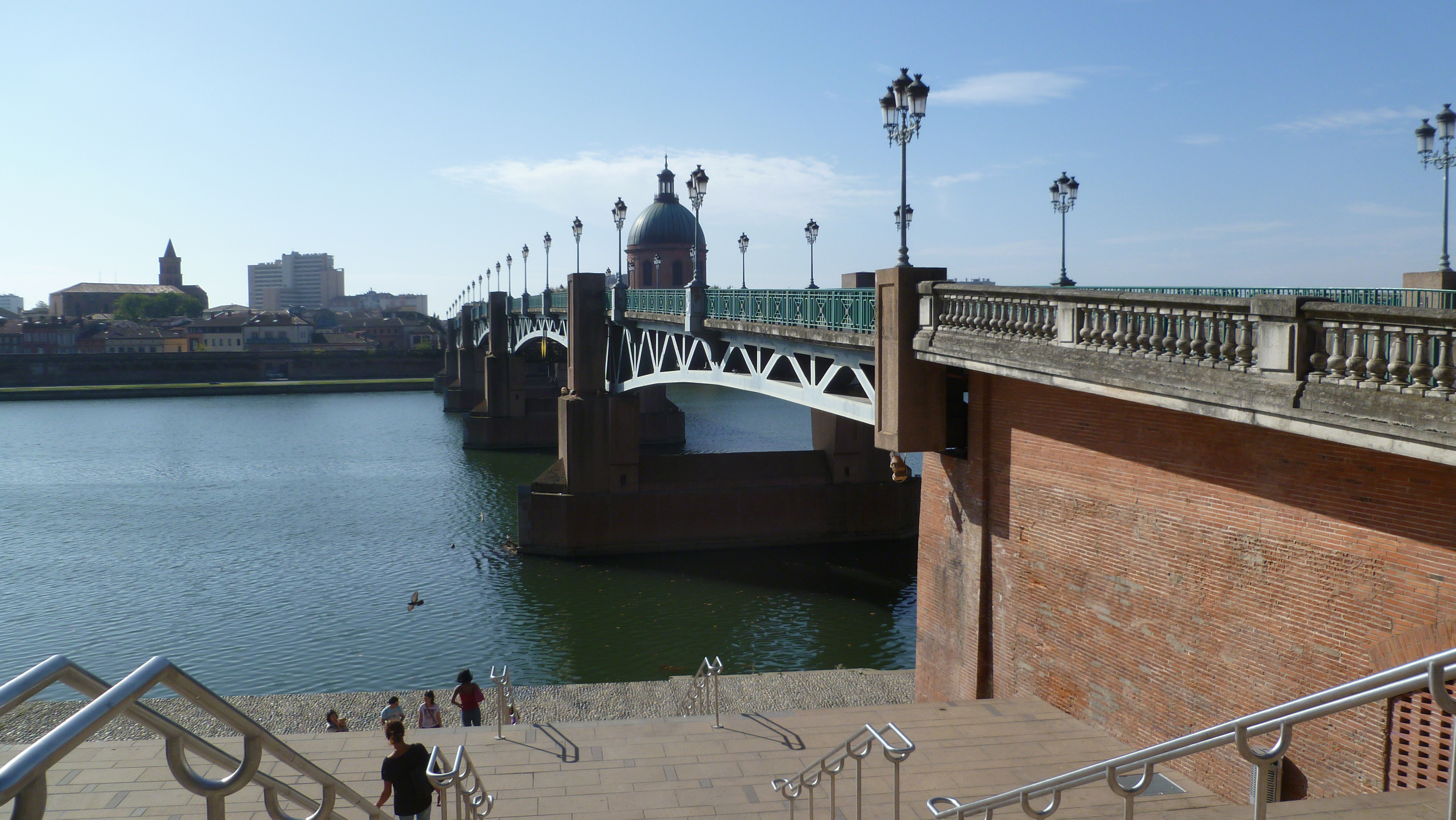

## 活动
星期四和星期六晚上，这是一个非常受图卢兹第一大学的学生欢迎的聚会地点。广场上的酒吧以“快乐之夜”而闻名，整晚适用“快乐时光”的价格。当地居民经常抱怨广场周围酒吧的客人的不文明和造成噪音滋扰。.

## 名胜古迹
- 12号：屈西纳圣伯多禄堂（Église Saint-Pierre des Cuisines）：已改造成图卢兹地区音乐学院（Conservatoire à rayonnement régional de Toulouse）的礼堂和舞蹈学校。1977年列为法国历史遗迹[3][4]
- 16号：酒吧 Chez tonton, Pastis Ô Maître[5].

此外，加尔都西会圣伯多禄堂（Église Saint-Pierre des Chartreux de Toulouse）也位于圣伯多禄广场附近，在瓦拉德街（rue Valade）。